# Glenea virens
Glenea virens é uma espécie de escaravelho da família Cerambycidae.